# Oliver Riedel
Oliver "Ollie" Riedel (Schwerin, 11. travnja 1971.) je njemački glazbenik. Najpoznatiji je kao basist njemačke industijal metal grupe Rammstein.